# Hall of Fame Tennis Championships 2016
Hall of Fame Tennis Championships 2016 — тенісний турнір, що проходив на трав'яних кортах у місті Ньюпорт, США з 11 липня. Належав до категорії ATP World Tour 250.

## Фінальна частина

### Одиночний розряд
Іво Карлович —  Жіль Мюллер 6–7(2–7), 7–6(7–5), 7–6(14–12)

### Парний розряд
Сем Грот /  Кріс Гуччоне —  Джонатан Маррей /  Аділ Шамасдін 6–4, 6–3